# 森下鉄夫
森下 鉄夫（もりした てつお、1947年 - ）は、日本の医師、医学者。専門は消化器内科。国際医療福祉大学市川病院教授。医学博士（慶應義塾大学)。

## 人物
消化器疾患のエキスパート。ヘリコバクター・ピロリや感染性腸疾患では豊富な臨床経験に加え多数の研究業績がある。UCLA、フィリピン、バングラデシュなど海外での医療・研究活動に加え、日本-ボリビア医療友好協会理事長、ボリビアカトリック大学医学部正教授を務め、国際交流にも力を注いでいる。

## 略歴
- 1965年（昭和40年）静岡県立静岡高等学校卒業[3]。
- 1971年（昭和46年）慶應義塾大学医学部卒業。慶應義塾大学大学院博士課程入学[2]。
- 1974年（昭和49年）San Lazaro Hospital(Manila, Philippines)でコレラの研究に従事（7ヶ月間）[2]。
- 1975年（昭和50年）慶應義塾大学大学院博士課程修了(コレラの臨床的研究-内視鏡的・組織的および生化学的研究）。慶應義塾大学医学部内科学助手[2]。
- 1980年（昭和55年）International Centre for Diarrhoeal Disease Research,Bangladesh(ICDDR,B) (Dacca, Bangladesh)で大腸菌などの感染性下痢症の研究に従事(7ヶ月間[2])。
- 1984年（昭和59年）University of California Los Angeles(UCLA)研究員。微小循環の研究に従事(2年1ヶ月間)[2]。
- 1986年（昭和61年）東海大学医学部第3内科講師[2]。
- 1987年（昭和62年）静岡赤十字病院第1内科部長兼消化器科部長[2]。
- 1988年（昭和63年）慶應義塾大学医学部非常勤講師(兼任)[2]。
- 1993年（平成5年）Bolivian Catholic University, School of Medicine 正教授(Professor titular)（兼任）[2]。
- 2001年（平成13年）東京歯科大学市川総合病院内科学講座主任教授兼内科部長[2]。
- 2004年（平成16年）東京歯科大学市川総合病院副病院長[2]。
- 2010年（平成22年）東京歯科大学市川総合病院病院機能統括部長[2]。
- 2012年（平成24年）国際医療福祉大学臨床研究医学研究センター教授。山王メディカルセンター予防医学センター副センター長[2]。
- 2014年（平成26年）山王メディカルセンター院長[2]。
- 2015年（平成27年）慶應義塾大学医学部客員教授[2]。
- 2020年（令和2年）国際医療福祉大学市川病院教授[2]。

## 学会活動など
- 特定非営利活動法人日本-ボリビア医療友好協会理事長[4]
- 日本ヘリコバクター学会 H. pylori 感染症認定医[4]
- 日本消化器病学会指導医[4]
- 日本消化器内視鏡学会指導医[4]
- 日本消化器病学会指導医[4]

他多数

## 著作
- 『内科系診療ガイドライン・マニュアル : 東京歯科大学市川総合病院』	森下鉄夫 編 ムーンドッグ出版 2012.1
- 『歯科外来診療における内科的メモ』 森下鉄夫 著	ケープランニング 2002.10
- 『難病の診断基準』 森下鉄夫 著 黒船 1999.12